# مظفری (روزنامه)
مظفری نام یکی از مطبوعات استان فارس در دوران قاجاریه است.
این روزنامه از سال ۱۳۱۹ هـ. ق به وسیله میرزا علی‌آقا شیرازی، در بوشهر به چاپ رسیده است.